# 國王陛下海軍
國王陛下海軍（英語：His Majesty's Naval Service） ，又稱高級軍種，是英國的海戰和海事部門。 它由皇家海軍、皇家海軍陸戰隊、皇家輔助艦隊、皇家海軍預備役、皇家海軍陸戰隊預備役和海軍職業服務组成。 Naval Service 一词有别于“UK Naval Services”，後者由 Naval Service 和Merchant Navy 组成。整個海軍部隊都在海軍委員會的指揮下，海軍委員會由第一海務大臣領導。該職位目前由海軍上將本·基伊（Ben Key）（2021年11月任命）擔任。 國防委員會將海軍服務的管理權委托给由國防大臣擔任主席的海軍部委員會。
海事服务由皇家海軍主導，主要在英国的三个基地運作，这些基地是委托舰艇的基地；朴茨茅斯、克莱德和德文港，後者是西欧最大的營運海军基地。截至2019年，有超过186艘舰艇在海军服务和輔助组织的各个部门服役，包括；77艘皇家海軍委任船舶，33艘登陆艇的船舶，63艘海洋服务辅助船和11艘皇家辅助舰队的辅助舰艇。截至2019年3月，英皇陛下海军部门共雇用了40,600名人员。

### 現行編組
根据《國王的皇家海军条例》 ，海军服务包括：
- 皇家海军（ 英國皇家海軍後備隊 ）——包括亚历山德拉女王的皇家海军护理服务
- 皇家海军陆战队（皇家海军陆战队预备队）
- 海军职业服务

海军服务还得到海军陆战队（目前由私人融资计划支助）和皇家舰队辅助部队的支持，它们都运营着一支辅助舰队来支持皇家海军。皇家舰队辅助部队被认为是国防部文职部门的一部分。

### 過去編組
以下項目以前也是海军服务的组成部分：
- 皇家女子海军服务队（1993 年并入皇家海军）
- 皇家海军探雷队（1962年改组为皇家海军辅助队，1994年解散）
- 亚历山德拉女王皇家海军护理处（2000 年并入皇家海军）

海军预备役部队：
- 皇家海军志愿军预备队（1958 年与皇家海军预备队合并）
  - 皇家海军志愿者（补充）预备队
  - 皇家海军志愿者（无线）预备队
  - 皇家海军志愿者（邮政）预备队）
- 皇家海军应急储备（约 1959 年解散）
- 皇家海军特别预备队（约 1960 年解散）
- 女子皇家海军志愿预备队（1958年更名为女子皇家海军预备队，1993年并入皇家海军预备队）
  - 女子皇家海军补充储备
- 亚历山德拉女王皇家海军护理服务预备队（2000 年并入皇家海军预备队）

以前的皇家海事辅助服务、舰队预备役和皇家海军建造师团也被认为是海军服务的一部分。

## 海軍服務的组成

### 皇家海軍
皇家海军因其是英国武装部队中最古老的军种而被称为“資深军种”，是一支技术先进的海军力量，构成了海军军种的核心结构。可部署资产的指挥权由舰队指挥官行使。英国的核威慑力搭載於四艘前衛級核弹道导弹潜艇。水面舰队由驱逐舰、护卫舰、两栖攻击舰、巡逻舰、反水雷舰和其他船隻组成。潜艇服务在皇家海军中已经存在了 100 多年。直到 1990 年代初，该军种拥有一支柴电和核动力潜艇的联合舰队。在变更防御审查的选项之后， Upholder级柴电潜艇被撤回，攻击潜艇舰队现在完全是核动力的。

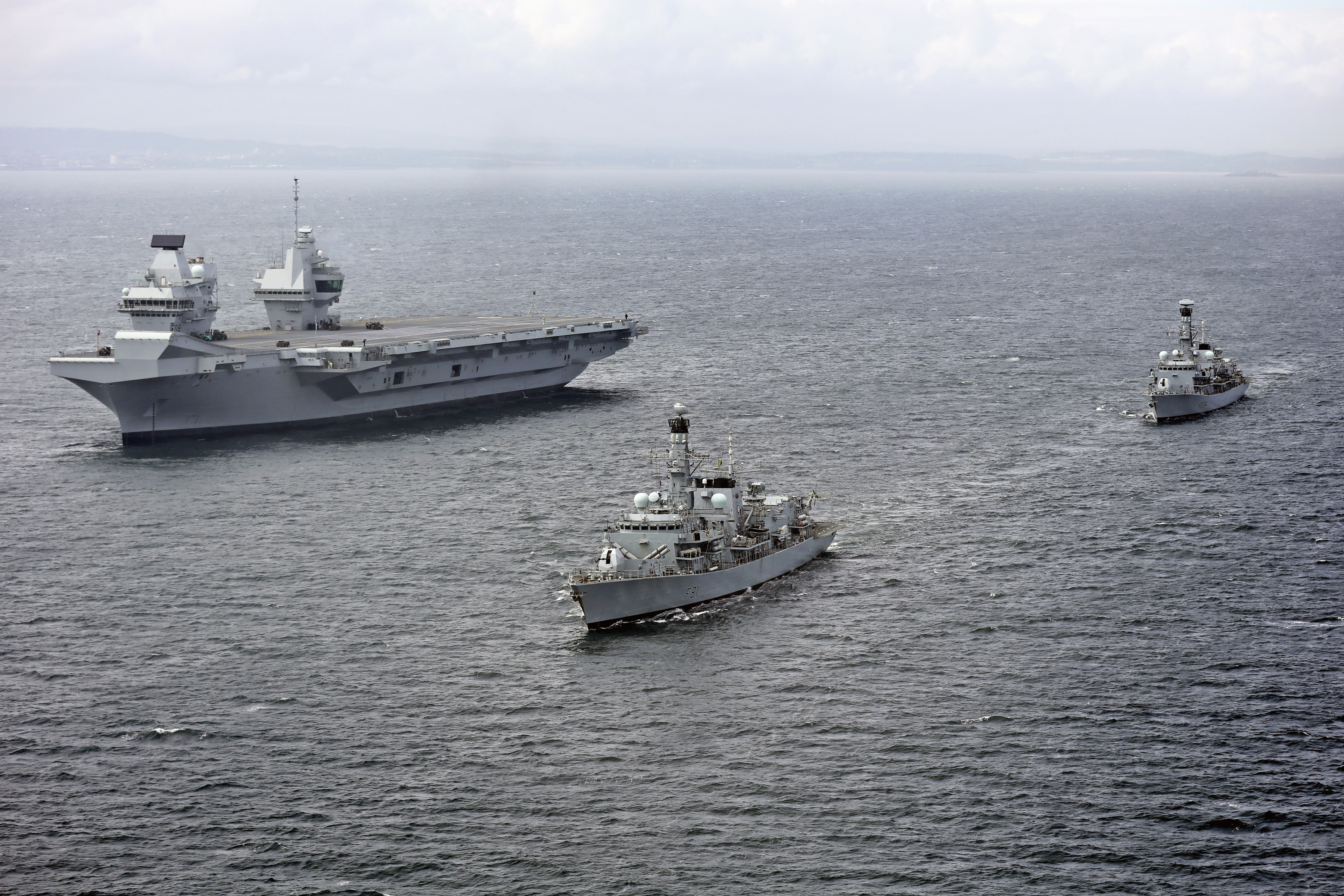
伊莉莎白女王號于 2017 年 6 月进行海试
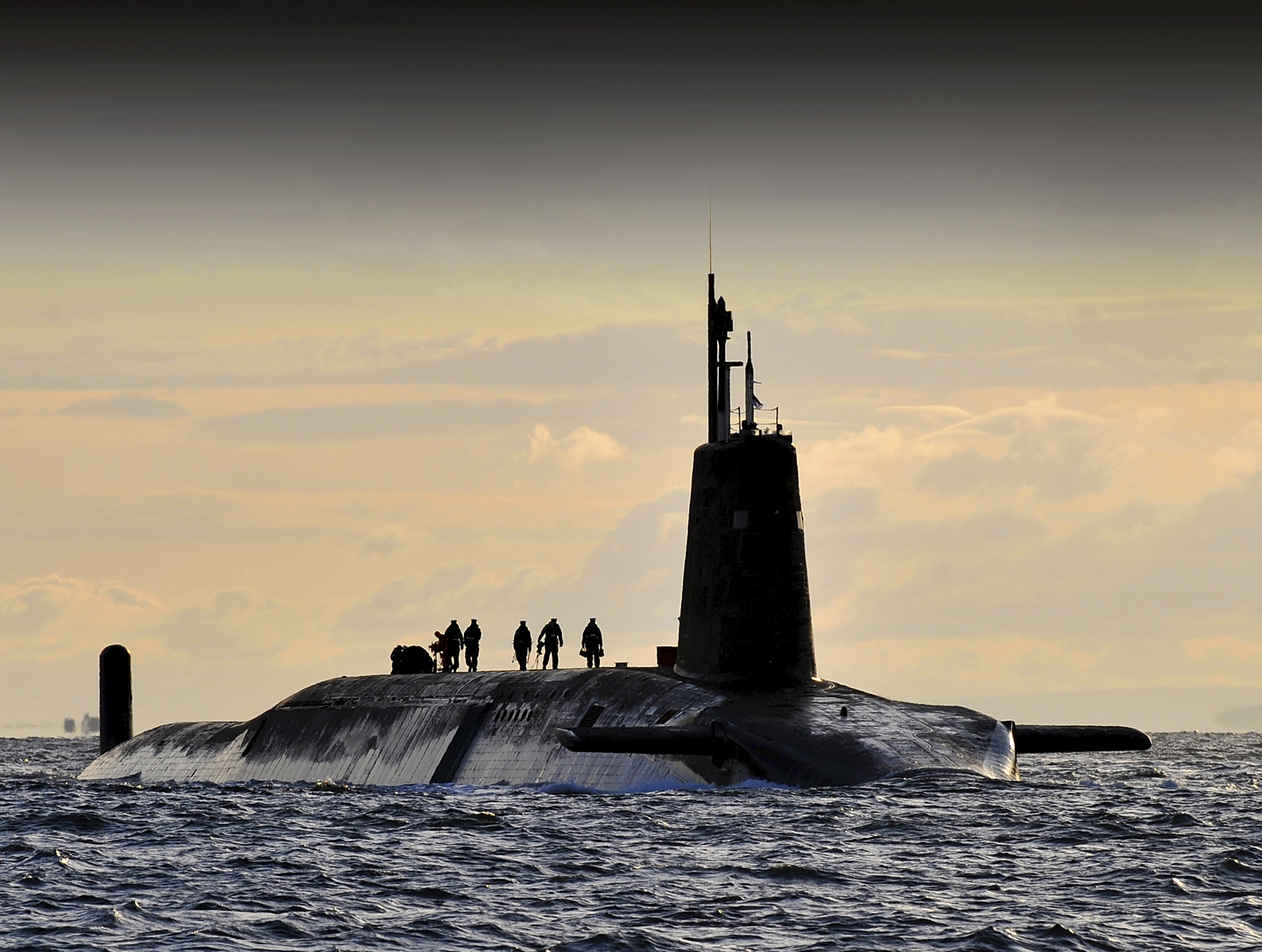
前衛號  一艘前衛級弹道导弹潜艇
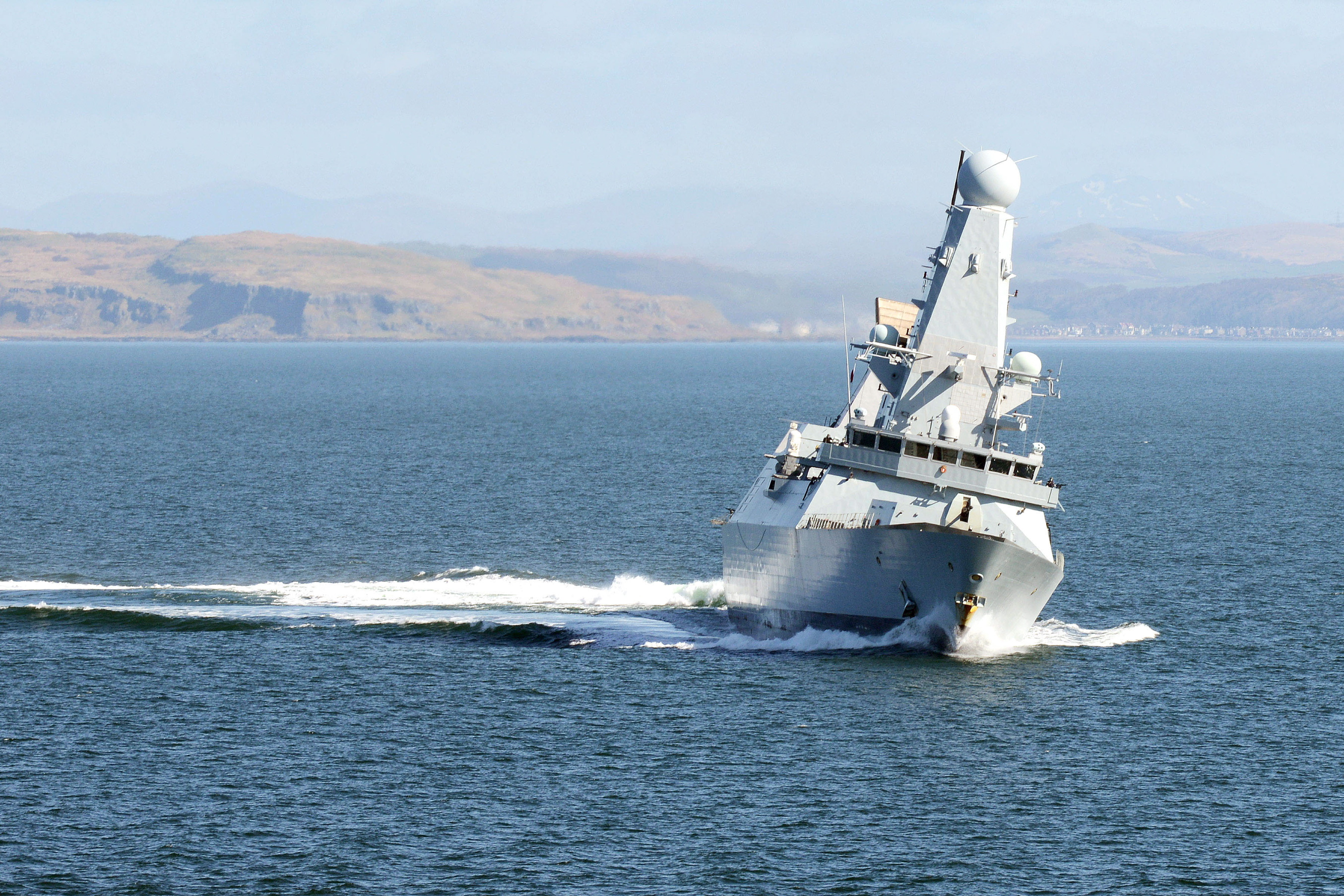
鑽石號 45型导弹驱逐舰

### 皇家海軍陸戰隊
海军服務的步兵组成部分是皇家海军陆战队。皇家海军陆战队由一个机动旅（ 3 个突击旅）和多个独立单位组成，专门从事两栖、北极和山地战。  3个突击旅包含3个附属部队；第 1 营，步枪团，位于切普斯托附近的比奇利兵营的步兵营（从 2008 年 4 月开始），第29 突击队皇家炮兵团，位于普利茅斯的炮兵团，和第24 突击队皇家工兵团。 突击队后勤团的人员组成来自陆军、皇家海军陆战队和皇家海军。 

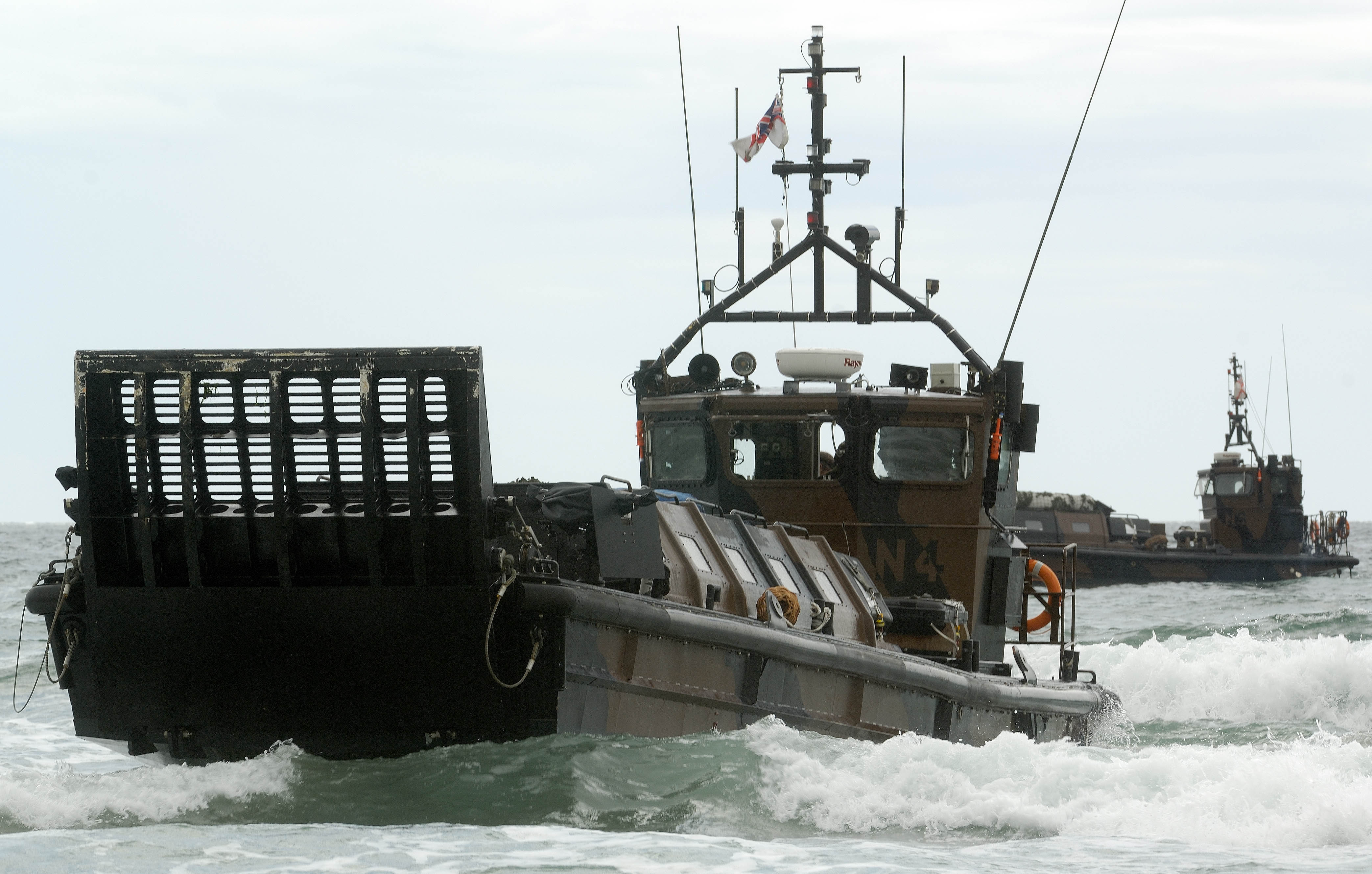
Mk5登陆艇车辆人员
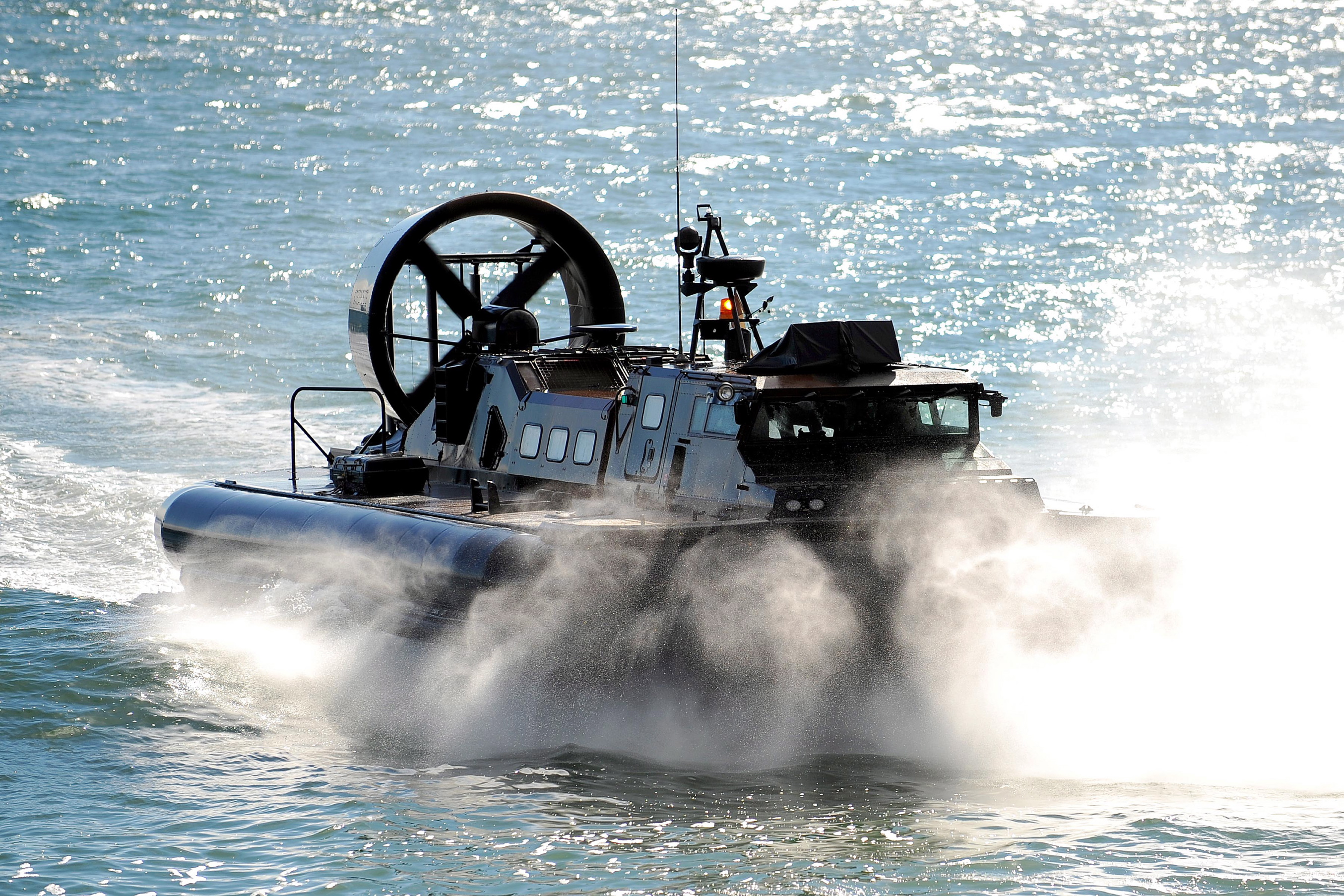
2000TDX登陆艇气垫
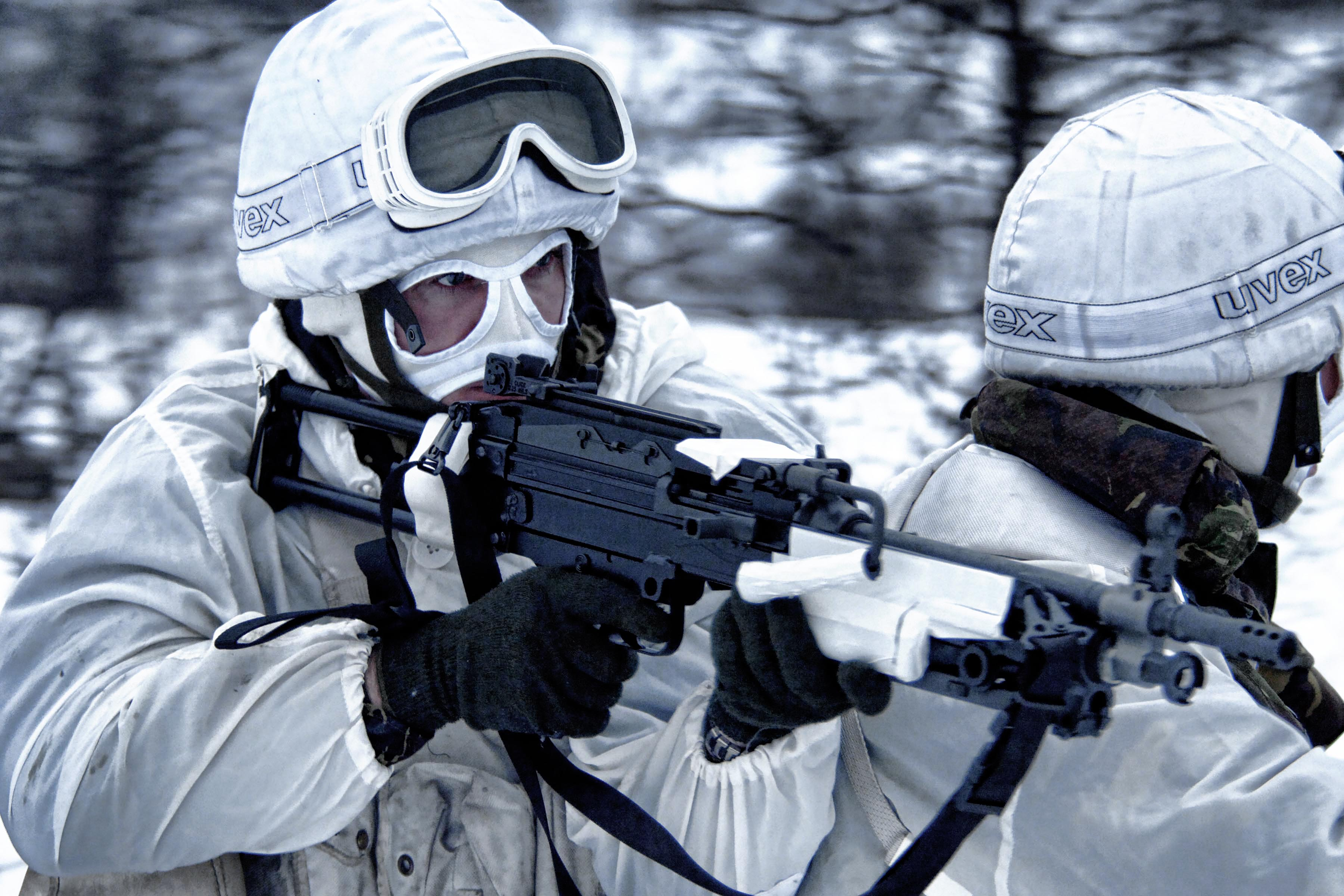
皇家海军陆战队在一年一度的寒冷天气训练演习中

### 海軍職業服務
海军职业服务处是海军服务的招聘部门。 它由前皇家海军和皇家海军陆战队人员担任，他们通常在武装部队职业办公室工作。 它是海军中最小的组成部分，人员不足 200 人。 

## 支助海军服务

### 皇家輔助艦隊
皇家舰队辅助舰队是英国国防部拥有的一支民用舰队。 RFA 使皇家海军的舰艇能够维持在世界各地的行动。它的主要作用是为皇家海军提供燃料、弹药和补给，通常通过海上补给（RAS）。它还运送陆军和皇家海军陆战队人员，以及支持训练演习。 RFA 人员是国防部文职人员，他们佩戴商船海军军衔徽章和海军制服，并在船只从事战争行动时遵守海军纪律。 RFA 船只由这些文职人员指挥和配备人员，并配备皇家海军的常规和后备人员，以执行专业的军事职能，例如操作和维护直升机或提供医院设施。 RFA 的资金来自英国国防预算，指挥 RFA 的准将直接对皇家海军舰队司令负责。

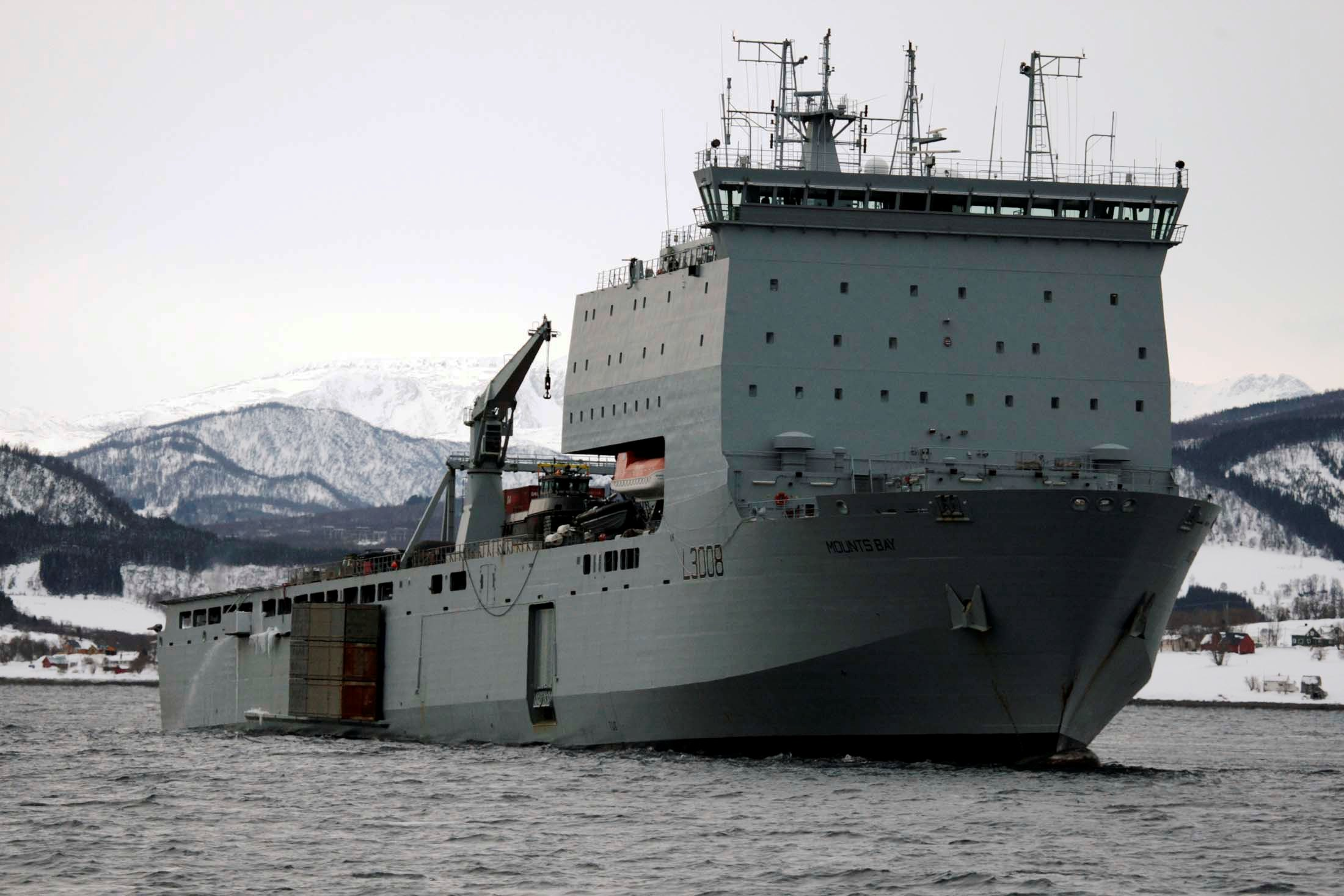
坐騎灣號  一艘海灣級登陸艦
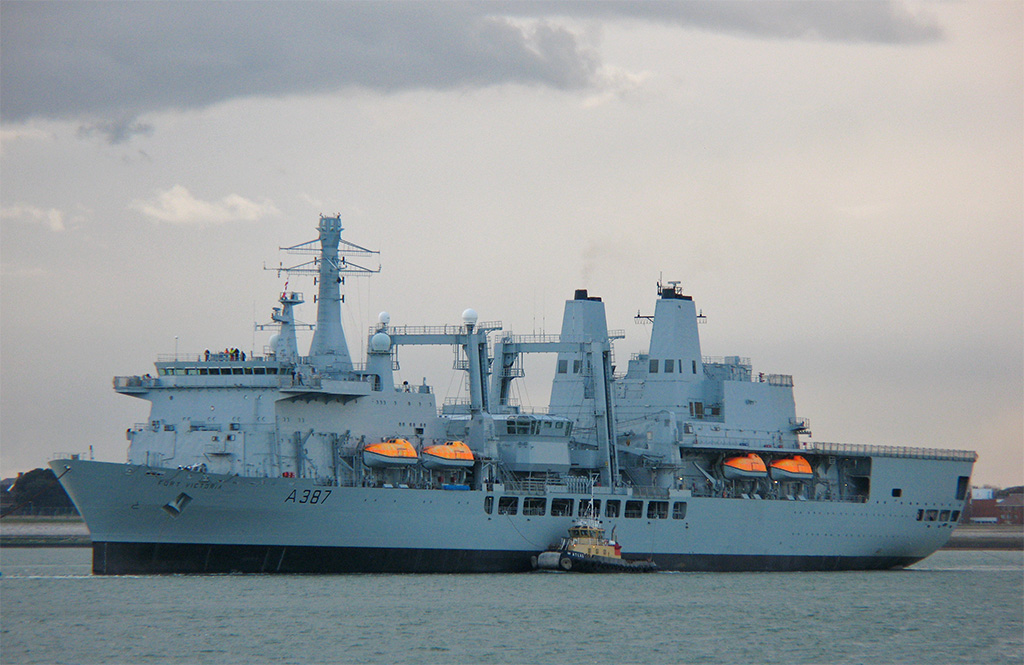
維多利亞堡號，补给油船
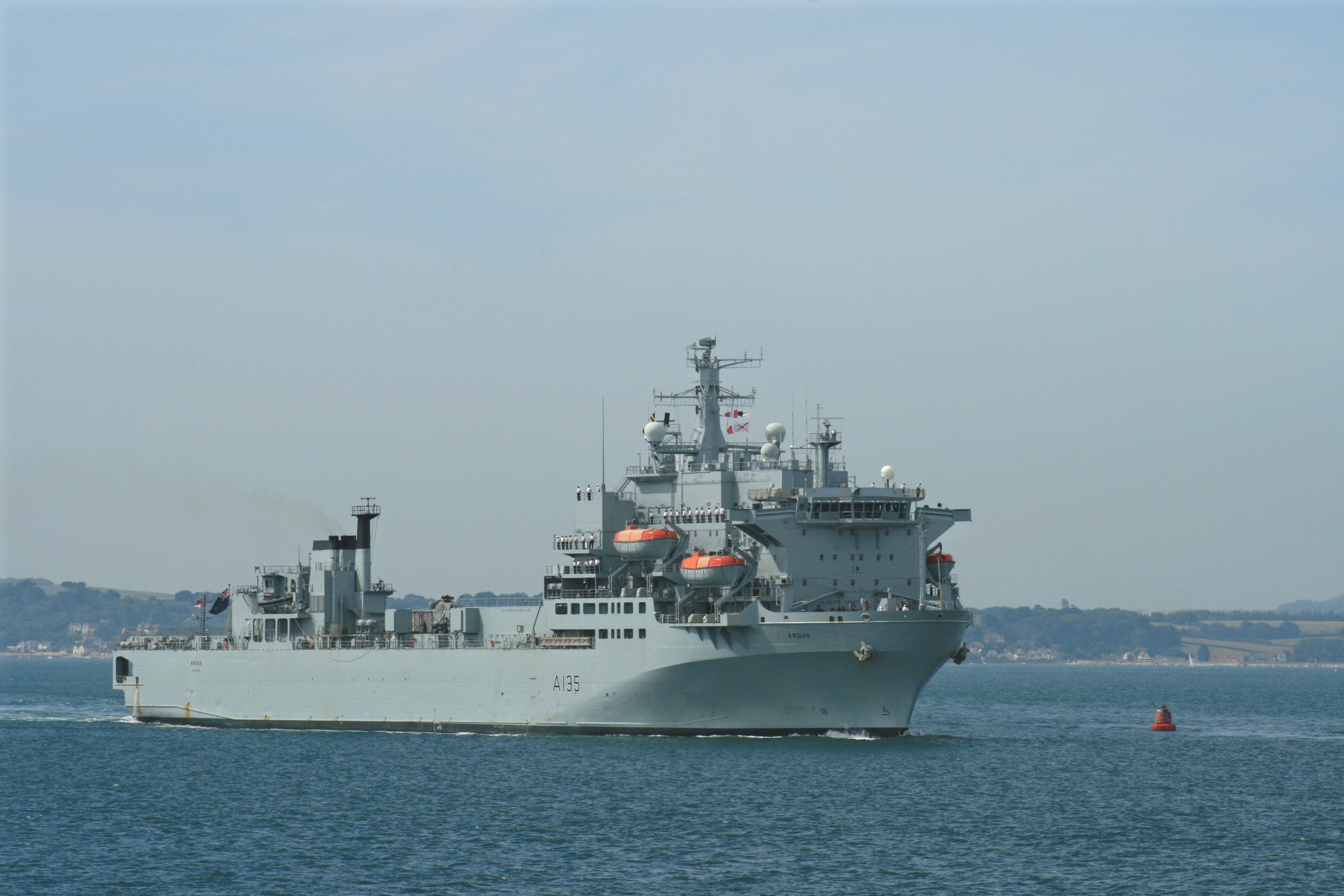
阿格斯號  航空训练和伤亡接收船

### 海事服務
海洋服務使包括英國戰略核威攝在内的皇家海军和皇家艦隊輔助艦艇能夠進出港口，以進行世界各地的作戰部署和航訓演練。該服務經營種類繁多的船隻，包括拖船和領航船，以及運輸物資、液體和彈藥，並未軍官和船員提供往返船隻的乘客接送服務。 Serco Denholm 於 2008 年從已解散的皇家海事輔助服務處接管了海軍服務。 2009 年底，Serco 收購了 Denholm 的股份，該服務現在被稱為 Serco Marine Services。 

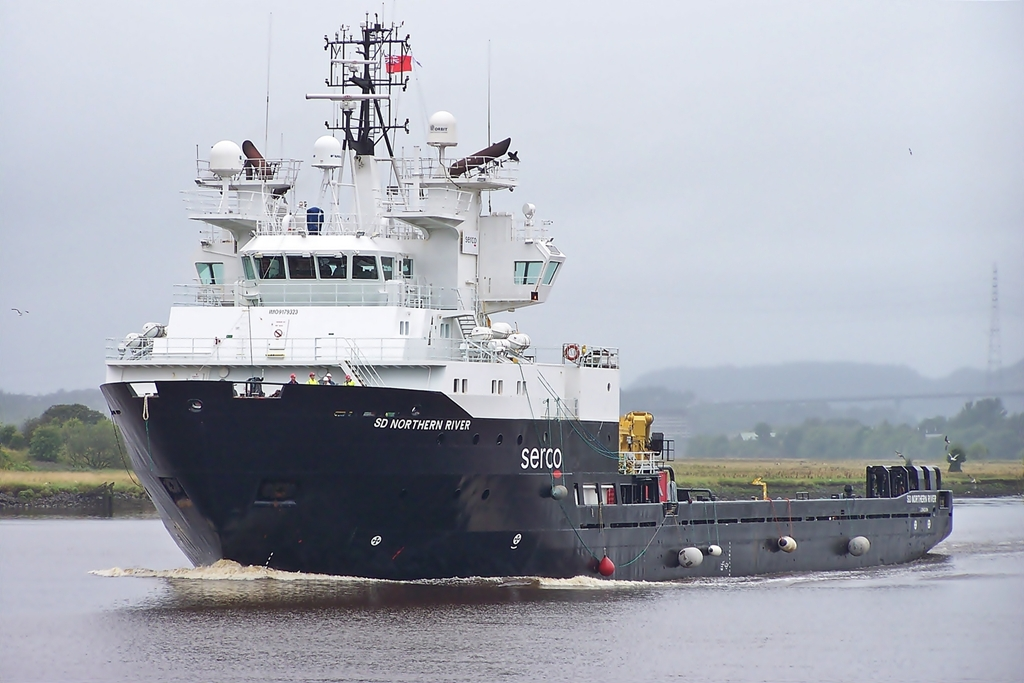
北河號，一艘海事服务多用途船
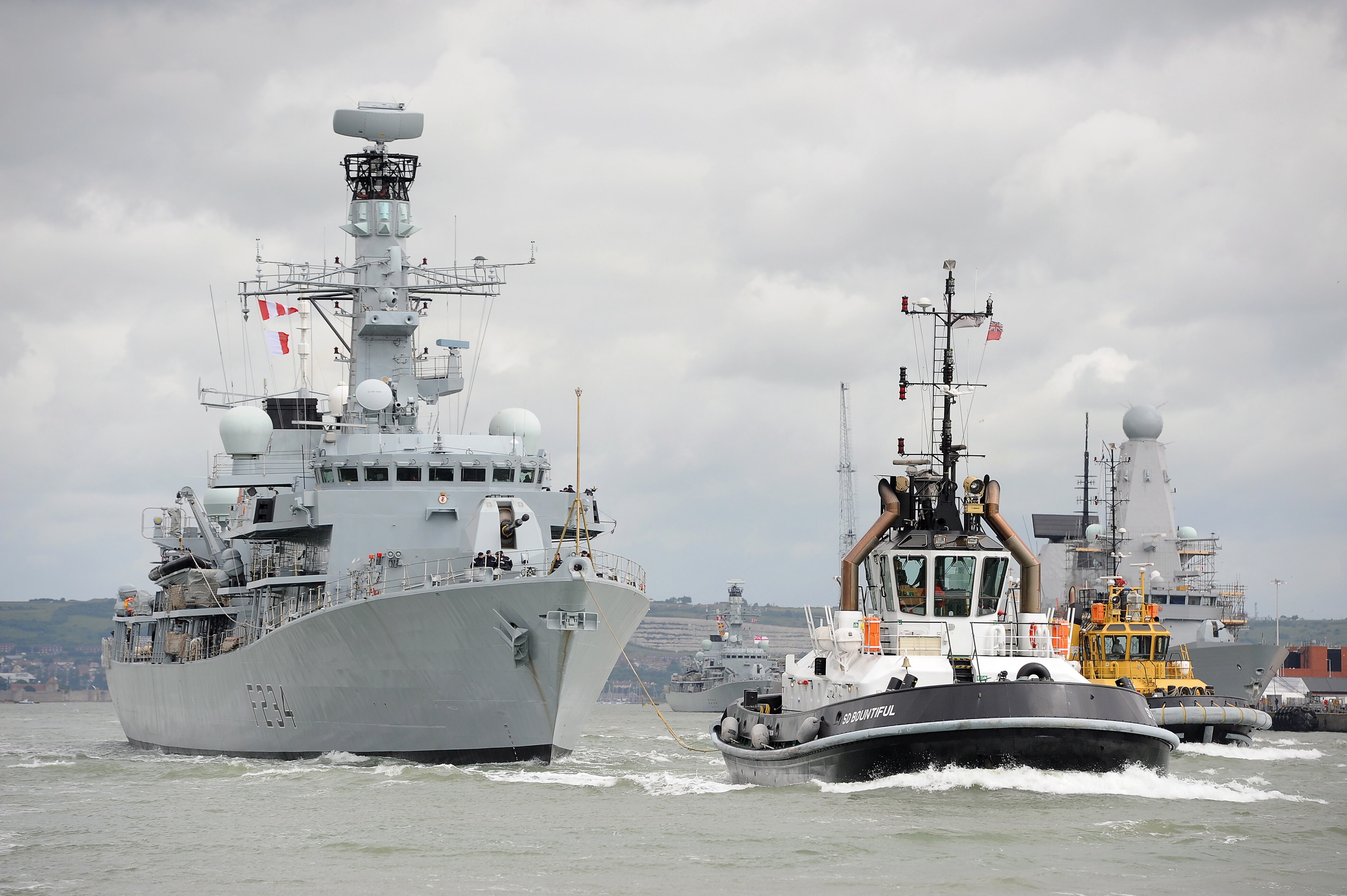
優渥號 ，海事服务 ATD 2909 级拖船
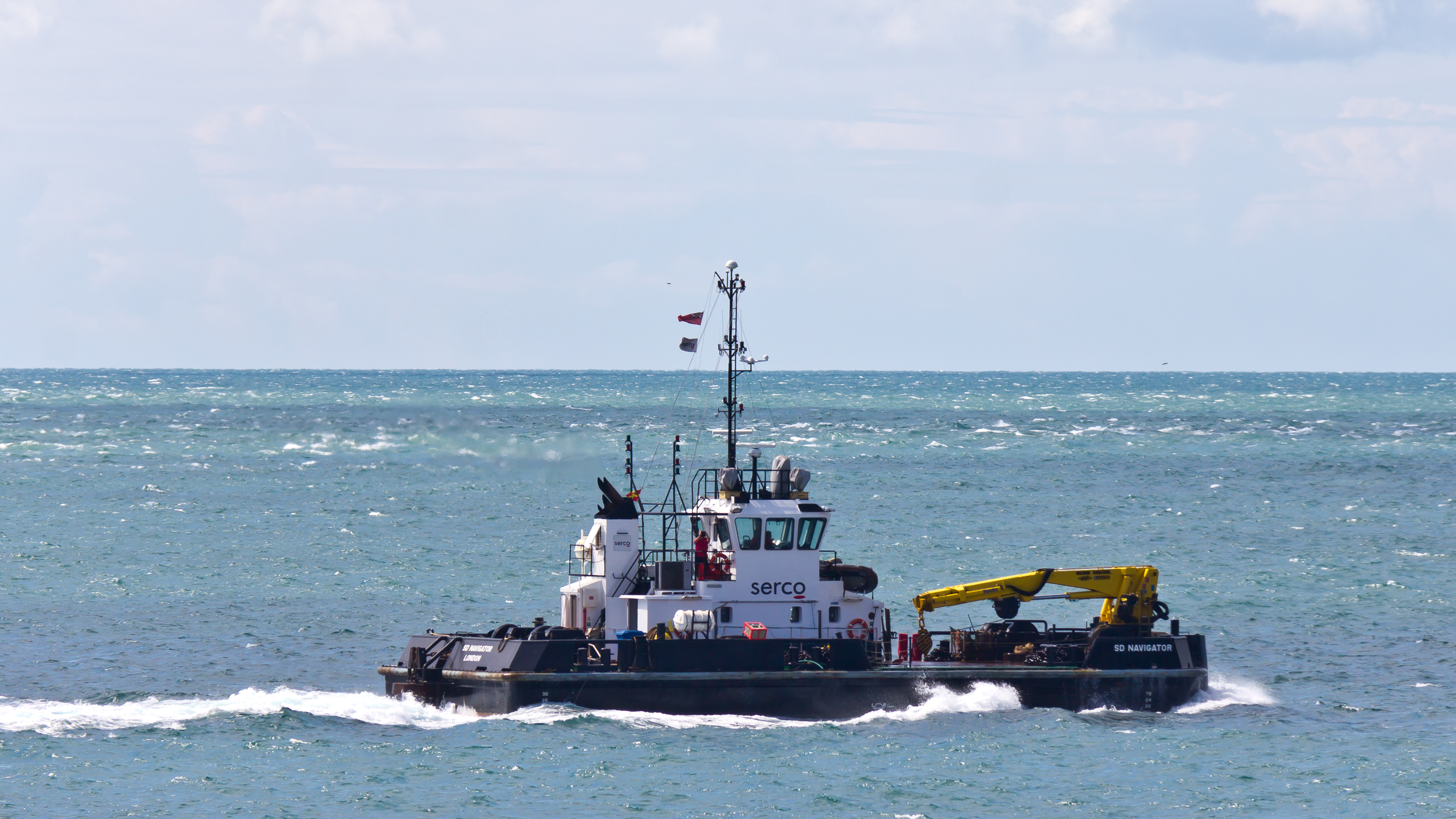
導航員號 ，Marine Services Multicat 2510 级回收船

## 船艦列表
有关國王陛下海军服务运营或支持其运营的船只列表，请参阅以下文章：
- 现役皇家海军舰艇列表- 74 艘（加上两艘人員训练舰）
- 现役皇家海军陆战队军用船只列表- 33 艘（外加两艘巡逻艇）
- 现役皇家舰队辅助舰船列表- 12 艘（加上 5 艘租船）
- Serco Marine Services 的船舶列表- 63